# バレアレス諸島方言
バレアレス諸島方言（カタルーニャ語：català balear）とは、バレアレス諸島で話されるカタルーニャ語の方言群のひとつ。下位方言はマヨルカ島のマヨルカ方言、メノルカ島のメノルカ方言、イビサ島とフォルメンテラ島からなるピティウサス諸島のイビサ方言がある。

## 背景
カタルーニャ語はマヨルカ島征服時代にルシヨンとアンプルダンから来た住民によってもたらされ、それらの地域における変種とつながりのある方言的特徴が保存されている。しかしながら、バレアレス諸島は、地中海における戦略上の場所にあったため、商業の中心そしてカタルーニャ語/アラゴン語の拡大の架け橋だったことは、フランス語、イタリア語、プロヴァンス語、ギリシャ語のような他の言語からの語彙の借用につながった。一方で、18世紀のイギリスのメノルカ島支配はxoc(chalk）、escrú（screw）などの英語起源の単語をいくつかもたらした。

## 特徴
バレアレス諸島方言の様相はこの方言ブロックの一般的な特徴を持っており、これらの特徴は対応する下位方言に応じて異なっている。しかしながらより共通しているものとして以下のものが挙げられる。
- 音声面
  - 動詞＋無強勢代名詞では発音上のアクセントはイビサ方言を除き、最後の要素（無強勢代名詞）にかかる。たとえばcomprar-neではneが強勢のある音節となる。
  - 後ろから3番目の音節に強勢がかかる単語では、マヨルカ島の一部では、-iaで終わる場合、aが落ちる。たとえばglòriaはglòriのように発音される。
  - 伝統的なy化。もっともカスティーリャ語化した話者以外はジェイスモはない。
  - vとbの区別。前者は[v]、後者は[b]で発音。

- 形態統語面
  - ポリェンサ（Pollensa）の住民を除いて、一般的に標準的な形態とは異なる形式の冠詞を使用。es/sa,es/ses母音もしくはhの前ではs。しかし、下位方言によって、so（男性単数）、ets（男性複数）という形も使われる場合がある。この特別な形式の冠詞と標準的な冠詞（el/la,els/les,l'）の使用地域は下位方言にも拠っている。一般には通常の冠詞は特有であると考えられる、天国、悪魔、海、そして時間のような単語の前で使われる。たとえばes celは天空のこと、el Celは亡くなった人がそれに値する場合に行く天国のことを指している。
  - 人名の前に、en/na,n'という冠詞を用いる。
  - 直説法現在で1人称単数に当たるのはゼロ形態素（形態素が存在しない）である。たとえば中央カタルーニャ語でのjo canto（私は歌う）に当たるのはjo cantである。
  - 第1活用（-arで終わる）動詞で1人称複数、2人称複数が-am,-auとなる。たとえばcantam（私たちは歌う）、cantau（君たちは歌う）。
  - 第1活用（-arで終わる）動詞で接続法未完了過去形が-a-となる、つまりcantàs, cantassis... のようになる。しかし今日では、カタルーニャ語のeの形も広まっており、多くの場所で両方が正しいものとして使われている。
  - 二つかそれ以上の無強勢の代名詞の組み合わせが動詞に前置する場合、一方が直接目的語であり、el,laなどの形で、もう一方が間接目的語で、me,teなどの形である場合、最初に直接目的語が現れる。例：la me dóna (彼/彼女は私にそれをくれる), el se menja (彼/彼女はそれを食べつくす)。

## 語彙
大量に固有の語彙がある、特に島々の孤立と受けてきた様々な言語的影響
による保守的な古めかしさがある。語彙は下位方言によって非常に様々である。例：noi（男の子）に対してal·lot、gat（猫）に対してmoix、petó（キス、接吻）に対してbesada、gos（犬）に対してca、rat-penat（コウモリ）に対してrata-pinyadaなどである。